# Olallamys albicauda
Olallamys albicauda es una especie de roedor de la familia Echimyidae.

## Distribución geográfica
Es  endémica de Colombia.

## Hábitat
Su hábitat natural son: zonas subtropicales o tropicales húmedas de tierras  de baja altitud bosques.

## Estado de conservación
Se encuentra amenazada de extinción por la pérdida de su hábitat natural.